# Wells Fargo Center (Портленд)
Wells Fargo Center — 40-этажный 166-метровый небоскрёб с 5-этажной пристройкой и трёхуровневой подземной парковкой в Портленде, штат Орегон, США. По завершении строительства в 1972 году небоскрёб стал высоким зданием в Орегоне.

## История
Небоскрёб и прилегающее пятиэтажное здание были спроектированы архитектурным агентством Charles Luckman and Associates. Их строительство было завершено в апреле 1972 года, а торжественная церемония открытия состоялась 25 мая того же года. Первым названием комплекса было First National Bank Tower (дословно — «Башня Первого национального банка [Орегона]»). В то время банк занимал первые 21 этажей и всё соседнее пятиэтажное здание, предназначенное для обработки данных. В 1980-81 годах комплекс поменял название на First Interstate Tower по новому названию материнской компании Первого национального банка Орегона. Современное название было принято после того, как в 1996 году Wells Fargo приобрела First Interstate. С открытием Wells Fargo Center стал новой доминантой в даунтауне Портленда. Общественные протесты по поводу размеров здания и открывавшегося потенциала новой застройки района, которая могла бы закрыть вид на вулкан Худ, привели к введению ограничений на высотность всех новых зданий в городе.
В 2001 году в общественных пространствах комплекса была проведена обширная реконструкция, в том числе добавлено больше торговых площадей. Работы были завершены в 2002 году, их совокупная стоимость составила 35 млн долларов. Реконструкция была сконцентрирована на вестибюле, в котором была отражена история банка. До 2003 года в комплексе находилась штаб-квартира компании по производству лесоматериалов Willamette Industries до её недружественного поглощения компанией Weyerhaeuser. В ноябре 2017 года комплекс выкупила инвестиционная компания Starwood Capital Group.

## Описание
В Wells Fargo Ctner находится региональная штаб-квартира банка Wells Fargo. Небоскрёб расположен в даунтауне Портленда. Он соединён воздушным переходом с соседним пятиэтажным зданием. 41-этажное здание является самым высоким зданием в штате и третьим по площади офисным зданием в Орегоне. В главном вестибюле расположен аутентичный дилижанс 1870 года.
В облицовке широко представлен мрамор. В общей сложности в комплексе использовано 5600 м2 белого итальянского мрамора толщиной 19 мм. На внешней стороне здания во всю его высоту установлены колонны из стекла, тонированного бронзой, белого итальянского мрамора и анодированного алюминия.

## Критика
Архитектурный стиль небоскрёба подвергся критике. Так, журналист Айван Доиг, писавший о Портленде для Нью-Йорк Таймс, отметил в 1976 году, что здание было «огромным, выглаженным и безликим».

## Музей
В вестибюле здания расположен филиал музея Wells Fargo. Среди экспонатов музея — дилижанс 1854 года, телеграфное и горнодобывающее оборудование, а также стенды о пароходах компании на реках Колумбия и Уилламетт.